# Brugmansia insignis
Brugmansia insignis é uma espécie de trombeta do anjo da América do Sul, com grandes flores perfumadas. A UICN tem listada esta espécie como extinta na natureza.

## Distribuição
Elas são endémicas na parte superior da região Amazónica, a leste da base das montanhas dos Andes do Peru.

## Toxicidade
Todas as partes da Brugmansia insignis são venenosas.